# Rowena Webster
Rowena Evelyn "Rowie" Webster (Melbourne, 27 de dezembro de 1987) é uma jogadora de polo aquático australiana, medalhista olímpica.

## Carreira
Webster disputou duas edições de Jogos Olímpicos pela Austrália: 2012 e 2016. Seu melhor resultado foi a medalha de bronze obtida nos Jogos de Londres, em 2012.